# Francesco Filelfo
Francesco Filelfo (Tolentino, 25 de julio de 1398-Florencia, 31 de julio de 1481) fue un humanista italiano del Renacimiento.

## Juventud
Realizó su primeros estudios de gramática, retórica y latín en la Universidad de Padua, bajo la guía de Gasparino Barzizza. En pocos años adquirió una gran reputación, al punto de recibir en 1417 la cátedra de oratoria y la de filosofía moral en Venecia. Allí se dedicó principalmente a la enseñanza de Cicerón y de Virgilio, considerados en su tiempo como las mayores expresiones del estilo latino.

## Constantinopla
En 1419 el gobierno de la República de Venecia le asignó el rol de secretario del máximo representante de los venecianos ante los constantinopolitanos. Durante los siete años en que permaneció en esa ciudad adquirió un conocimiento de la lengua griega coloquial probablemente superior al de cualquier contemporáneo suyo occidental, siendo que su conocimiento del griego clásico era ya impecable. En este período contrajo matrimonio con Teodora, sobrina de Manuel Crisoloras, el docto bizantino que en primer lugar enseñó griego en Italia y, bajo cuya recomendación, estuvo él implicado en muchas misiones diplomáticas del emperador Juan VIII Paleólogo.

## Venecia, Bolonia y Florencia

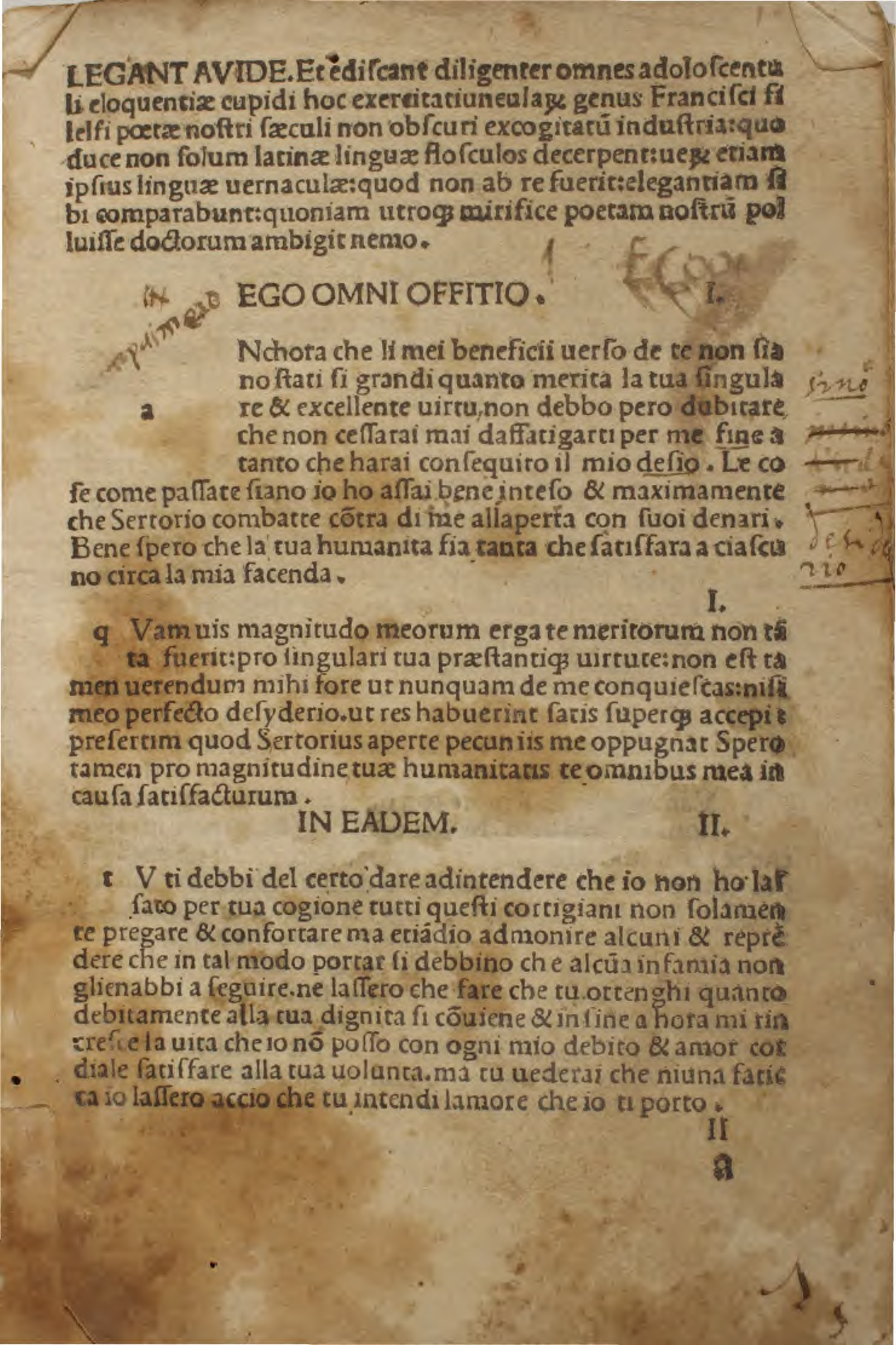
Exercitatiunculae, 1448

En 1427 aceptó una nueva invitación de las autoridades venecianas para retomar su carrera universitaria. A partir de entonces, enseñó en los principales centros de enseñanza de la cultura italiana: (Venecia, Milán, Florencia, Siena) con intercalación de continuas lecciones universitarias, publicaciones, amistades con altos personajes y disputas con sus adversarios. Fue un hombre de gran vigor físico, con incansable energía intelectual, un hombre de pasiones violentas y de muchos deseos: orgulloso, ávido de gloria, inquieto, incapaz de permanecer quieto en un sitio y siempre envuelto en querellas con los doctos de su tiempo.
En este viaje hacia Venecia llevó consigo una gran cantidad de manuscritos griegos, tal como se conoce por lo que él mismo refió en una carta a Ambrosius Traversarius: obras de Plotino, Aristóteles, Claudio Eliano, Arístides, Dionisio de Halicarnaso, Estrabón, Hermógenes de Tarso, Tucídides, Plutarco, Teofrasto, Homero, Filóstrato de Atenas, Luciano, Píndaro, Arato, Eurípides, Teócrito, Hesíodo, Demóstenes, Esquilo, Polibio y otros.
Al retornar a Venecia con su familia, encontró diezmada a la población de la ciudad por la peste. En 1428 se afincó en Bolonia, donde los contrastes políticos no constituyeron un clima favorable para él. Se mudó luego a Florencia, donde tuvo el período más intenso de su vida (1429-1433. Durante la semana enseñaba los principales autores de la literatura latina, y los domingos explicaba a Dante a la gente en la Iglesia de Santa María del Fiore. Tuvo una gran actividad como traductor de textos griegos, principalmente de Homero, Aristóteles, Plutarco, Hipócrates, Jenofonte y Lisias.
Su carácter lo condujo a enfrentarse con Cosme de Médici y su entorno. Cuando Cosme fue exiliado en 1433, después de la lucha con la familia de los Albizzi, Filelfo buscó en vano que fuera condenado a muerte por la signoria cittadina. Con el retorno de Cosme de Medici a Florencia, peligraba la vida de Filelfo, y entonces aceptó la invitación hecha por la ciudad de Siena, donde se mudó y permaneció cuatro años, de 1434 a 1438.

## Milán

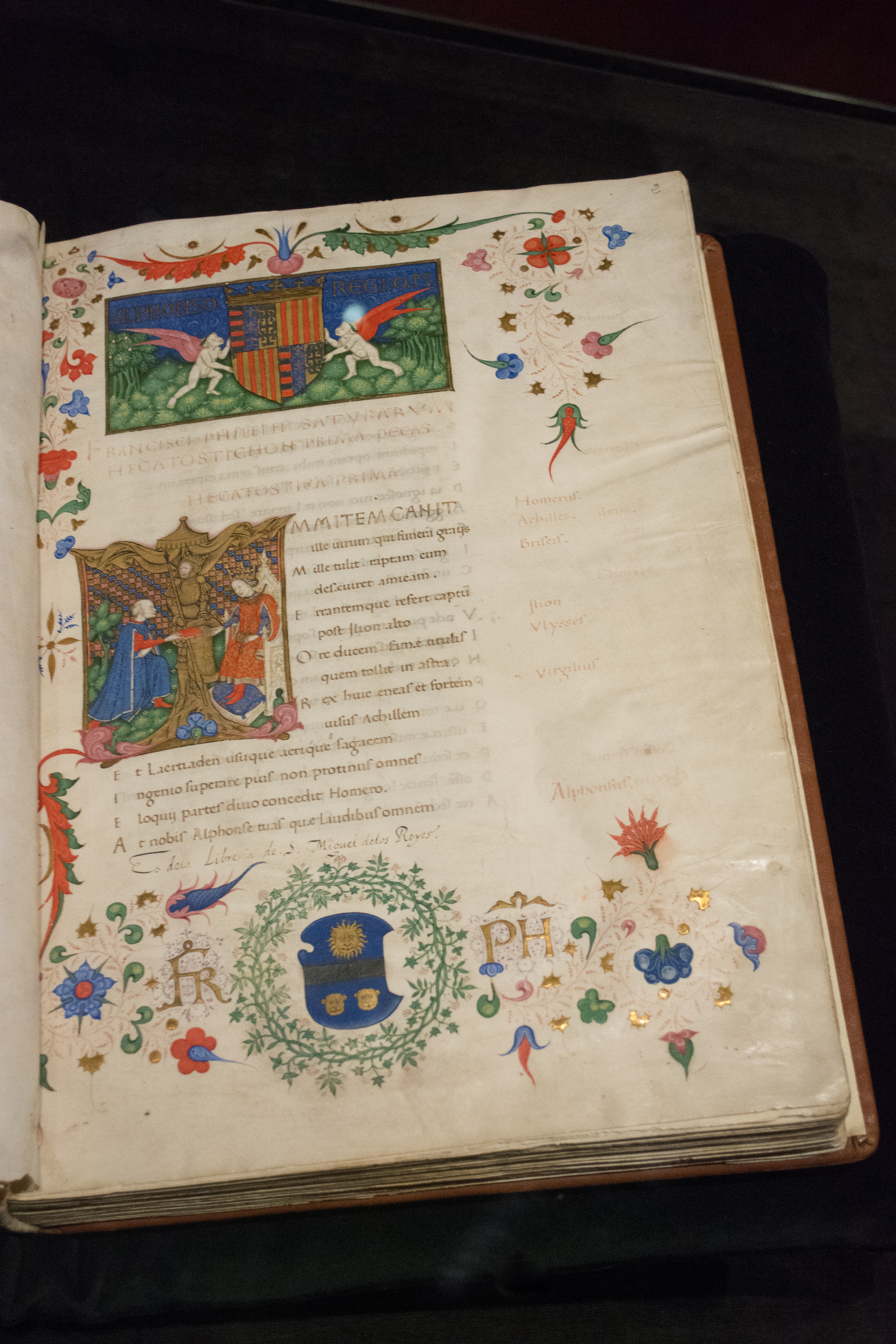
Satyrae hecatosticae, conjunto de cien composiciones satíricas en hexámetros.

Tanto creció su fama como educador que Filelfo recibió muchas ofertas de varios príncipes y gobiernos. En 1440 aceptó una oferta del príncipe de Milán, Filippo Maria Visconti. La vida de Filelfo en Milán ilustra las multifacéticas funciones de un estudioso en la vida de esa época. Parte de sus deberes era celebrar a su príncipe y mecenas en panegíricos y obras épicas, escribir invectivas contra sus enemigos, y escribir poemas sobre sus temas favoritos y odas fúnebres para los cortesanos importantes. Filelfo continuó con sus traducciones del griego y con sus propias guerras personales, en escritos y disputas, con diversos adversarios de Florencia. Escribió panfletos políticos sobre los grandes eventos de la historia italiana y permaneció en contacto con los más altos políticos y diplomáticos de la época. Cuando Constantinopla fue asediada por los turcos, él procuró la liberación de su suegra, Manfredina Doria, mediante una carta que escribió al sultán Mehmed II.
Durante el segundo año de su estadía en Milán, perdió a su esposa. Pronto contrajo matrimonio con Orsina Osnaga, perteneciente a una famosa familia de Milán. Al enviudar otra vez, se casó con Laura Magiolini.
Las oraciones y poemas escritos bajo comisión le implicaban un flujo continuo de pagos extra a sus 700 florines de oro, de manera que podría haber amasado una fortuna considerable. Pero como utilizaba el dinero al recibirlo, en una vida esplendorosa y de alto nivel, siempre estuvo en apuros económicos, solicitando a sus mecenas y protectores trabajos y fuentes de ingreso.
Cuando Filippo Maria Visconti murió, Filelfo, después de un breve período de duda, estableció una alianza con Francesco Sforza, nuevo príncipe de Milán. Quiso dedicarle un poema épico, su Sforziade: escribió 12.800 versos, pero no llegó a publicarlo.

## Últimos años: Roma, Milán y Florencia
Cuando murió Francesco Sforza, Filelfo tenía setenta y siete años de edad. No obstante, en la segunda mitad de 1475 cruzó los Apeninos y llegó a Roma, donde se puso al servicio del papa Sixto IV, tomando la cátedra de retórica. A pesar de su buen comienzo en la ciudad, pronto la armonía con el papa y la ciudad mermó, y después de tan solo un año abandonó Roma para retornar a Milán.
Cuando llegó a Milán, encontró que su mujer había muerto allí por la peste, sin que él lo supiera, y que ya había sido enterrada. Consideró en retornar a Florencia, esperando que la hostilidad con los Medici hubiera mermado con el paso de los años. Para obtener el favor de la signoria, durante la conspiración de los Pazzi que había intentado el asesinato de Lorenzo de Médici, en 1478, había escrito al papa Sixto IV denunciando tal complot. Lorenzo invitó a Filelfo a enseñar griego en Florencia y Filelfo aceptó. Poco tiempo después de llegar allí, en 1481, Filelfo murió. Fue sepultado en la Basilica della Santissima Annunziata. Lorenzo de Medicis compró la mayor parte de los manuscritos que pertenecieron a Filelfo, y hoy se encuentran en la Biblioteca Laurenciana.

## Pensamiento y legado
Merece ser recordado como uno de los mayores humanistas italianos no por su estilo (ciceroniano) ni por su gran ingenio ni por la agudeza de su enseñanza, sino por su energía y la completa adhesión a su tiempo. Fue un hombre de amplia erudición, aunque mal asimilada; su conocimiento de los autores antiguos fue extensa, pero superficial; no fue de una imaginación brillante, ni sublime en el ámbito retórico. Poseía una enorme cantidad de manuscritos, sobre todo griegos. En sus anotaciones marginales puede constatarse la continua e intensa lectura de las obras de los autores antiguos y bizantinos.
Se conservan más de 2000 cartas suyas en latín y unas 100 en griego. Una edición completa de las cartas en griego de Filelfo fue realizada por primera vez, con una traducción al francés, notas y comentarios, por Émile Legrand (Paris, Publications de l'École des langues orientales) en 1892.